# 飯田浩司のOK! Cozy up!
『飯田浩司のOK! Cozy up!』（いいだこうじのオッケー! コージー・アップ!）は、ニッポン放送で2018年4月2日から放送している朝の報道番組である。

## 番組概要
ニッポン放送は、2018年上半期の番組編成で、朝の帯番組で長年パーソナリティを務めて来た高嶋ひでたけが出演していた朝の情報番組である『高嶋ひでたけのあさラジ!』を終了させ、平日夕方の報道番組『ザ・ボイス そこまで言うか!』のアンカーマンであった飯田を起用し、当番組を朝の情報番組としてスタートさせた。
スマートフォン等のネットニュースだけでは満足出来ず、自分の意見を主張したい「リスナーズオピニオン（リスナーの意見）」も取り入れつつ、朝の通勤等で忙しい時間帯に適したニュース、エンタメ、健康情報、また、プロ野球シーズンは同局にて放送している『ニッポン放送ショウアップナイター』の連動企画として、ニッポン放送の帯番組のパーソナリティで構成される、「チーム・ショウアップ」に加わり、多角的に『ショウアップナイター』を盛り上げる企画で番組構成する。
番組タイトルの“Cozy up”の意味は飯田の下の名前である浩司と英語の慣用句で「親しくなる」、「仲良くなる」という意味をかけた物で、「番組が、通勤時間に丁度いいと感じて貰う」意図を表した物である。また、別の意味としてニッポン放送編成部がインテリジェントパーソナルアシスタントであるGoogleアシスタントの「起動ワード」である、「OK Google!」になぞかけし、「飯田に質問すれば何でも答えてくれる」という意味を込めてネーミングしている。
出演者は、アシスタントとして、飯田の前担当番組で代理パーソナリティ等を担当していた新行が務め、コメンテーターは『ザ・ボイス』と『あさラジ!』に出演していた、識者メンバーが略々移行し、日々の国政、国際情勢、国内・国際経済情勢、社会情勢をディスカッションする。
また、番組放送中でリスナーからのメールもしくはTwitterのツイートを紹介する。ハッシュタグは「#cozy1242」。番組の放送全体は関東ローカルであるが、後述するネット配信やポッドキャスト配信及びRadikoプレミアムによる同時放送を行っているため、リスナーからのオピニオンは日本全国は元より、世界各地の在外日本人からも投稿される。2020年6月15日から30日に掛けてWEBアンケート調査を実施し、約3700サンプルからリスナーの多い居住地域は東京都、神奈川県、千葉県に続き大阪府、埼玉県、国外という結果となっている。また、日経トレンディ2020年11月号の特集企画「すごいラジオ大研究」の2751人に聞いた!好きなラジオ番組ランキングの19位にランクインしている。
その他に、番組にて扱った話題や取材内容をテキスト記事としてニッポン放送の総合サイトWebサイト「しゃベル」にて配信しており、共同通信社加盟社等が使用している「nor.（ノアドット）」 でも同内容を配信している。その他にも、前放送番組の記事同様に、同局の主要株主であるフジ・メディア・ホールディングスの筆頭企業であるフジテレビのニュース系列ポータルサイト「FNN.jpプライムオンライン」にも掲載されている。

## 出演者
肩書無しはニッポン放送のアナウンサー

### パーソナリティ
- 飯田浩司

### アシスタント[注 7]
- 新行市佳（月～木曜日、2025年3月までは金曜まで担当）
- 内田雄基（金曜日、2025年4月4日～）

### コメンテーター

#### レギュラー
2020年4月3日放送分から、全曜日隔週出演
☆：『ザ・ボイス そこまで言うか!』にレギュラー、準レギュラーにて出演していた識者
△：『辛坊治郎ズーム そこまで言うか!』にレギュラー、準レギュラーにて出演していた識者
★：『高嶋ひでたけのあさラジ!』にレギュラー、不定期コメンテーターにて出演していた識者
◎：飯田休暇時の代理パーソナリティを担当した識者
- 月曜：須田慎一郎（ジャーナリスト）★◎[注 8] - 2018年4月2日 - 、週替わりゲストコメンテーター - 2020年4月13日 -
- 火曜：週替わりゲストコメンテーター - 2020年10月27日 -
- 水曜：高橋洋一（数量政策学者 、元大蔵省官僚、嘉悦大学ビジネス創造学部教授）☆★◎[注 9] - 2018年4月11日 - 、佐々木俊尚（ジャーナリスト、元毎日新聞社、月刊アスキー記者）☆◎[注 10][注 11] - 2019年4月3日、5月1日、15日、6月19日、7月3日 -
- 木曜：飯田泰之（経済学者、明治大学政治経済学部准教授）☆◎[注 12][注 13] - 2018年4月4日 -
- 金曜：宮家邦彦（キヤノングローバル戦略研究所 研究主幹、元外交官）★◎[注 14] - 2018年4月13日 - 、週替わりゲストコメンテーター - 2020年4月3日 -

#### 不定期出演
- 青山繁晴（参議院議員、作家、元株式会社独立総合研究所 代表取締役社長）☆ - 2018年6月14日、8月2日、10月11、18日、2019年2月6日、4月17日、6月13日、12月13日[注 15]、2020年5月15日[注 16]、6月12日、9月10日、10月21日、12月15日、2021年2月17日、2021年4月2日、6月15日、9月7日、10月18日[注 17]、11月2日、12月14日、2022年1月27日、4月20日、8月23日、10月19日、12月23日、2023年2月9日
- 潮匡人（評論家）☆ - 2018年4月6日、6月21日、8月16日、2019年1月31日、2020年5月1日、12月30日、2022年5月9日、12月26日
- 末延吉正（ジャーナリスト、東海大学平和戦略国際研究所所長、文化社会学部広報メディア学科教授、元テレビ朝日政治部部長）☆ - 2018年4月12日、26日、5月30日、8月13日、9月21日、11月2日、12月6日、2019年1月3日、16日、2020年9月18日、11月23日、2021年3月8日、8月10日、9月27日
- 辛坊治郎（ニュースキャスター、大阪綜合研究所代表、元読売テレビアナウンサー・解説委員長）☆△ - 2018年4月18日[注 18][18]、2019年4月8、15日[注 19]、6月14日
- 宮崎哲弥（評論家）☆ - 2018年5月10日[注 20]、2019年8月19日、2020年4月27日、6月29日、7月13日、8月24日、9月28日、10月30日、11月30日、12月28日、2021年1月25日、2月8日、3月19日、4月5日、5月28日、6月28日、7月9日、8月20日、10月15日、11月12日、2022年1月21日、2月4、28日、3月18、28日、4月15、25日、5月13、27日、6月10、24日、7月11、22日、8月8、29日、9月16、30日、10月17、28日、11月14、28日、12月9、19日、2023年1月20、30日、2月13、24日、3月13、27日、4月10日
- 高橋和夫（国際政治学者、放送大学名誉教授）☆★ - 2018年5月11日、6月7日、7月5日、9月13、27日、10月31日、12月15日、2019年3月6日、6月5日、2020年11月6日
- 山田俊浩（東洋経済オンライン編集長） - 2018年5月16日
- 藤井厳喜（国際政治アナリスト）☆★ - 2018年5月24日、6月13日、8月8日、10月5日
- 富坂聰（ジャーナリスト）★ - 2018年7月19日
- 細谷雄一（国際政治学者、慶應義塾大学法学部教授）☆ - 2018年9月19日、2019年1月17日、2020年1月29日、5月11日、10月12日、2021年1月7日、4月21日、8月23日、2022年4月14日
- 前嶋和弘（政治学者、上智大学総合グローバル学部教授、元中日新聞記者） - 2018年11月7日、2019年5月29日、2020年3月6日、8月20日[注 21]
- 手嶋龍一（ジャーナリスト、キャロットクラブ代表）★ - 2018年11月22日、12月20日、2019年2月8日
- 中川コージ（戦略科学者、実業家、「月刊中国ニュース」編集長） - 2019年12月31日、2021年2月4日
- 奥山真司（地政学者、国際地政学研究所上席研究員）☆ - 2020年1月10日、6月22日、9月30日、2021年1月8日、3月23日、7月13日、9月14日、11月15日、2022年2月15日、4月12日
- 小原凡司（笹川平和財団特任研究員、元東京財団研究員）☆ - 2020年3月23日
- 松井孝治（元通産官僚、参議院議員、内閣官房副長官、慶應義塾大学総合政策学部教授） - 2020年4月3日、6月26日、10月16日、2021年2月5日、10月29日、12月24日、2022年9月12日、10月14日、11月30日、2023年1月6日、3月31日
- 村上尚己（アセットマネジメントOne、元アライアンス・バーンスタインエコノミスト）☆ - 2020年4月13日
- 神保謙（慶應義塾大学総合政策学部教授）☆ - 2020年4月17日、10月26日、12月10日、2021年4月16日、8月6日、2022年4月1日、8月5日、10月31日、2023年2月9日
- 篠田英朗 （政治学者、東京外国語大学大学院総合国際学研究院教授）☆ - 2020年4月29日、11月4日、2021年5月5日[注 22]
- 永濱利廣（第一生命経済研究所経済調査部 首席エコノミスト） - 2020年5月25日、2023年3月23日
- 鈴木一人（東京大学公共政策大学院教授、元北海道大学公共政策大学院、法学研究科・法学部教授、スラブ・ユーラシア研究センター共同研究員） - 2020年5月29日、2021年1月15日、5月24日
- 金子洋一（元参議院議員、OECDエコノミスト、中央大学大学院客員教授）☆ - 2020年7月10日
- 菅原出（国際政治アナリスト）☆ - 2020年7月24日、2021年5月17日[注 22]
- 野村修也（弁護士、中央大学法科大学院教授） - 2020年7月27日、8月31日、9月14日、2021年4月30日、7月12日、2022年1月31日、4月11日
- 中山俊宏（国際政治学者、慶應義塾大学総合政策学部教授、日本国際問題研究所 客員研究員） - 2020年7月29日、8月21日、11月9日
- 本田悦朗（経済学者、元大蔵官僚、内閣官房参与、スイス駐箚特命全権大使兼リヒテンシュタイン特命全権大使兼欧州金融経済担当特命大使） ☆ - 2020年8月7日、9月4日、2021年4月26日2月14日
- 兼原信克（元外交官、内閣官房副長官補兼国家安全保障局次長、同志社大学特別客員教授） - 2020年8月10日、10月2日、2021年3月29日、6月11日
- 森永康平（経済アナリスト、株式会社マネネ 代表取締役社長） - 2020年10月1日
- 篠原裕明（テレビ東京報道局ニュースセンター政治部記者） - 2020年10月27日、2021年1月26日
- 渡瀬裕哉（政治アナリスト、パシフィック・アライアンス総研代表取締役所長） - 2020年11月3日、2021年4月6日[注 23]
- 河野克俊（元統合幕僚長、海上自衛官、海上幕僚長） - 2020年11月27日、2021年5月14日
- 武見敬三（参議院議員、元厚生労働副大臣、自民党新型コロナウイルス関連肺炎対策本部本部長代理） - 2020年12月8日
- 和田泰明（週刊文春特派記者、元山陽新聞社会部記者、週刊ポスト元契約記者） - 2020年12月29日
- 秋田浩之（日本経済新聞東京本社コメンテーター、元論説委員兼政治部編集委員） - 2021年1月5日、11月8日
- 吉崎達彦（双日総合研究所チーフエコノミスト） - 2021年1月11日
- 峯村健司（ジャーナリスト、元朝日新聞編集委員※外交・アメリカ中国担当） - 2021年3月4日、5月31日、7月1日、8月9日、9月30日、10月19日、12月14日、2022年1月25日、2月18日、3月14日、4月22日
- 会田卓司（ソシエテ・ジェネラル証券日本経済担当チーフエコノミスト） - 2021年3月5日
- ジョセフ・クラフト（SBI FXトレード社外取締役 、元バンク・オブ・アメリカ副支店長兼外国為替部本部長マネージングディレクター） - 2021年3月16日、4月13日、5月18日、7月6日、8月3日、10月5日、2022年2月1日
- 岩田温（政治学者、大和大学政治経済学部政治行政学科准教授） - 2021年3月22日
- 部谷直亮（安全保障アナリスト、慶應義塾大学SFC研究所上席所員、一般社団法人ガバナンスアーキテクト機構上席研究員） - 2021年3月31日
- 阪上亮太（JPモルガン証券、元SMBC日興証券 株式調査部チーフ株式ストラテジスト） - 2021年4月1日
- 土屋大洋（国際政治学者、慶應義塾大学大学院政策メディア・研究科兼総合政策学部教授） - 2021年4月29日、7月29日
- 簑原俊洋（国際政治学者、神戸大学大学院法学研究科教授） - 2021年5月27日、8月12日
- 石川和男（政策アナリスト、社会保障経済研究所代表、元東京財団上席研究員）☆ - 2021年6月8日
- 中室牧子（経済学者、慶應義塾大学総合政策学部教授） - 2021年6月10日
- エミン・ユルマズ（エコノミスト、複眼経済塾塾頭） - 2021年6月30日、7月26日
- 春日良一（スポーツコンサルタント、元日本オリンピック委員会参事） - 2021年7月23日
- 竹中治堅（政治学者、政策研究大学院大学教授、元大蔵省官僚[注 24]） - 2021年8月26日
- 相良祥之（アジア・パシフィック・イニシアティブ主任研究員） - 2021年9月23日、10月28日
- 合六強（二松学舎大学国際政治経済学部国際政治経済学科 専任講師、元EU Studies Institute in Tokyo（EUSI）研究員） - 2021年11月25日、2022年5月10日
- 千正康裕（元厚生労働省官僚、株式会社千正組代表） - 2022年1月7日
- 井形彬（多摩大学ルール形成戦略研究所客員教授、事務局長） - 2022年1月13日、2月10日
- 小泉悠（東京大学先端科学技術研究センター専任講師） - 2022年3月1日
- 廣瀬陽子（慶應義塾大学総合政策学部教授・大学院政策・メディア研究科委員） - 2022年3月4日
- 伊藤弘太郎（キヤノングローバル戦略研究所主任研究員、立命館大学共通教育推進機構客員准教授） - 2022年3月10日
- 山田太郎（参議院議員、デジタル大臣政務官兼内閣府大臣政務官） - 2022年3月29日
- 鶴岡路人（国際政治学者、慶應義塾大学総合政策学部准教授）- 2022年3月30日、5月12日、9月14日
- 高橋杉雄（防衛研究所 防衛政策研究室長） - 2022年4月29日、6月28日、2023年2月14日

#### 過去
- 火曜：有本香（ジャーナリスト）☆◎[注 25] - 2018年4月3日 - 2023年8月22日、長谷川幸洋（ジャーナリスト）☆◎[注 26] - 2018年4月10日 - 2023年3月7日
- 木曜：鈴木哲夫（政治ジャーナリスト）★△◎[注 27] - 2018年4月5日 - 2023年7月27日

### その他の出演者
肩書無しはニッポン放送のアナウンサー
飯田と新行の夏季若しくは振替え休暇取得時 及び別業務担当割振りに伴う業務負担軽減の代理アシスタント
- 箱崎みどり - 2018年9月17日、2021年9月3[注 37]、14、17日、2022年2月22日、3月24日、25日、7月25日[注 38]、9月5日、11月17日、2023年3月1日、22日、23日、9月21日、10月5日、2024年2月5日、3月21日、9月12日
- 東島衣里 - 2018年9月18日、2019年9月9日、2020年3月2日、11月23日、2021年9月1日[注 37]、10月8日、2022年2月24日、2023年9月19日、10月3日、2024年2月6日、3月19日、9月10日
- 増山さやか - 2018年9月19日
- ひろたみゆ紀 - 2018年9月20 - 21日、2019年9月11日、2020年3月6日、11月26日、2021年8月27日[注 37]、9月2日[注 37]、10月7日、2022年7月28日[注 38]、9月8日、11月21日[注 39]、2023年2月27日、3月20日、7月24日、2024年9月16日
- 坂本梨紗（フリーアナウンサー） - 2019年9月10日、2020年3月3日
- 熊谷実帆 - 2019年9月12日、2020年3月5日、3月17日、11月25日、2021年8月30日[注 37]、10月4日、12月24日[注 40]、2022年2月21日、2024年3月11日[注 41]、3月18日
- 前島花音 - 2019年9月13日、2020年3月4日、11月24日、2021年8月26日[注 37]、2022年3月21日、11月14日[注 42]、2023年3月2日、21日、9月25日、2024年9月13日
- 内田雄基 - 2020年11月27日、12月24日[注 43]、2021年2月22 - 26日、8月18日[注 44]、8月25、31日[注 37]、9月13、15、16日、10月5、6日、2022年2月17、23、25日、3月21、22日、7月26、27、29日[注 38]、9月6、7、9日、11月15日、16日、18日、22日、23日、2023年2月28日、3月3日、17日、24日、9月20日、22日、10月2日、2024年2月8日、3月20日、9月11日
- 小永井一歩 - 2023年9月18日、10月4日、6日[注 45]、2024年2月7日、9日[注 45]、3月22日

## タイムテーブル
※2023年10月1日時点
生放送につき、記載されている時間は目安。また、当該番組は報道部仕切りの番組であるが、前番組までと異なり、原則報道部記者が出演しない番組となっている。
| タイムテーブル | タイムテーブル                                        | タイムテーブル |
| 時刻           | 内容                                                  | 備考 |
| -------------- | ----------------------------------------------------- | --- |
| 6:00.00        | オープニング                                          | 番組冒頭「○月○日○曜日、今日のお天気は…」と東京地方の天気を伝えた後でタイトルコール。飯田、新行の順に挨拶。 聴取率調査週間時に「モーニングライフアップ UP!」にて取材音源放送時と同じ様に、2020年8月24日から演出として、OP BGMがフェードアウトするタイミングで同局にて前日放送した番組内や『上柳昌彦 あさぼらけ』を含めたストレートニュース原稿で読んだニュースを元に飯田が解説するようになった。その後、これまでのオープニングトークに戻されてはいるが、聴取率調査週間は「モーニングライフアップ UP!」の拡大と以後の「ラジオリビング」「マーケットインフォメーション」の時間繰り下げで「ココが気になる」の時間が無くなるため、新聞紹介を行う。                                                                                            |
| 6:05.00        | ニュースデリバリー                                    | 放送上は「ニッポン放送ニュース」。 アシスタントがニュースリーダーを務め、ストレートニュースとスポーツニュースを伝える。 |
| 6:09.00        | 番組メニュー案内                                      | 当日の解説するニュースのヘッドラインを紹介する「リスナーズオピニオン」 リスナーからのニュースに対する意見や番組への感想を募る。メッセージの呼び込みと紹介を行う。また、リスナーズオピニオンで集計が可能となるデータがあれば、エビデンスとして数値化をして紹介するとしており、X（旧Twitter）のアンケート機能を活用して、リスナーからニュースに関する主観を募る場合もある。 2023年10月2日よりこの名称は用いていない。 |
| 6:12.00        | ニッポン放送天気予報                                  | |
| 6:13.00        | ニッポン放送交通情報（警視庁）                        | |
| 6:14.30        | モーニング ライフ UP!                                 | 働く人の心と身体が軽くなる情報を紹介するコーナー。主に、取り上げるジャンルやスポットの業者や専門家と電話中継若しくは事前収録にてインタビューする。また、火曜と木曜は生きる活力をアップするパーソナリティ2人の「趣味」をテーマに取上げて構成していた。 2019年1月4日から、金曜は録音で森田豊が固定で健康情報の解説を行い、同年4月1日からは『… 今日の早起きドクター』として、過去の平日朝の帯番組同様、週替わりで東京都医師会所属のドクターが登場する健康情報固定に逆戻りした。 聴取率調査週間はコメンテーターを投入してニュース解説を行う。 |
| 6:20.30        | ラジオリビング                                        | 早朝ワイド番組枠のキャッチアップ扱い 大晦日及び正月三が日は休止のため、ニッポン放送「イヤースペシャル」、 「新春特番」の番宣枠若しくはリスナーズオピニオンの補填扱いとなる |
| 6:25.00        | 外為どっとコムプレゼンツ マーケットインフォメーション | 2023年10月2日放送分から開始した『辛坊治郎ズーム そこまで言うか!』との共通ゾーン。『ニュース7時跨ぎ その1』で共同通信原稿を元に紹介していた日経平均株価・終値と東京外国為替市場・USドルの値を廃止し、提供社傘下の外為どっとコム総合研究所に所属するアナリストと電話で繋ぎ、放送日当日の株式市況の見解を聞く |
| 6:26.00        | 飯田浩司のココが気になる                              | 2020年6月1日から「NEWS PICK-UP」から飯田が注目するニュース解説が分離され、聴取率調査週間時の企画物の時間尺確保と同じコーナー構成に変更された。一般紙の朝刊一面を紹介し、中面から記事をいくつか取り上げる。 |
| 6:30.00        | ズバリ!ココが聞きたい!                                | 2023年10月2日放送分から開始したゾーン。 コメンテーターによるニュース解説。 |
| 6:36.00        | ニッポン放送天気予報                                  | |
| 6:48.30        | ニッポン放送交通情報（警視庁）                        | |
| 6:41.00        | 黒木瞳のあさナビ                                      | NRN系列の内包番組 |
| 6:49.00        | ニッポン放送ニュース                                  | ニュースデリバリーと同上 6時半と7時の「ニッポン放送ニュース」をこの枠に統合している。 |
| 6:51.00        | ニュース7時またぎ その1                               | 2022年4月1日放送分から、7時の時報直前にニュースゾーンを移動。 ニューストピックスのトークゾーンとして構成。 |
| 7:00.00        | ニュース7時またぎ その2                               | 時報明け、6時台後半同様飯田と新行の順に挨拶。 |
| 7:08.30        | ニッポン放送交通情報（警視庁）                        | |
| 7:10.00        | お早う! ニュースネットワーク                          | |
| 7:23.00        | ニッポン放送天気予報                                  | 夏場は「熱中症予防天気予報」に改題。 |
| 7:24.00        | ニッポン放送交通情報（警視庁）                        | |
| 7:27.00        | ニュース・プラスワン!                                 | 2023年10月2日より開始。「7時またぎ」や「ココが聞きたい!」同様に制作側がニュース選定をして解説するコーナー。 |
| 7:37.00        | SUZUKIハッピーモーニング 羽田美智子のいってらっしゃい | NRN系列の内包番組、前番組からの継続。 |
| 7:44.00        | ココだけニュース スクープUP!                          | 日替り出演している、識者とニュース解説するセクションで、場合によって飯田が気になるニュースをSCOOP UP（掬い上げて）、リスナーズオピニオンを元に識者の意見を求める |
| 7:51.30        | ビジネスニュース・ピックアップ!                       | 『ニュース・エンタメ PICK UP!』から改題。放送日当日発売のスポーツ紙や雑誌からピックアップした芸能ネタ、トレンド情報を紹介するコーナーで、アシスタントがトピック読み上げを行う 2019年4月1日からはコーナー後半を「7時前のトレンド情報」として、トレンド情報 と「モーニング ライフ UP!」で伝えていた、新行のパラスポーツ情報をこのコーナーに移行した。 2020年4月の聴取率調査週間前後から、当該コーナーを実質的に同局の番宣扱いでコーナーを構成する場合もあった。 2022年上半期番組編成にて、当該コーナーの固定スポンサーが外れたタイミングでコーナー枠が移動し、コーナータイトルも改題。2022年下半期番組編成にて完全にエンタメ情報を排し、ビジネス絡みのトピックス紹介に完全移行した 当枠に移動後、「スクープUP!」次第で休止することもある。 |
| 7:55.00        | ニッポン放送交通情報（警視庁）                        | |
| 7:58.00        | エンディング                                          | スポンサープレゼント当選者発表とリスナーズオピニオンの補填枠 聴取率調査週間時には、次放送枠番組である『あなたとハッピー!』の出演者がスタジオ入りしてクロストークする場合がある。 |

### 終了コーナー
- スポーツ アナザーストーリー
- NEWS PICK-UP→朝刊一面 PICK-UP

当該番組開始時から前番組から継続したコーナー。
2020年6月1日からコーナータイトルがプチリニューアルし、放送日当日の日刊全国紙朝刊、新聞休刊日は駅売り即売版のスポーツ紙の1面を紹介していた。しかし、2020年7月時点で前日21時に締切られる朝刊の情報と、後刻インターネットポータルサイト経由のニュースサイトWeb記事でアップデートされる情報と差異が発生するため、同年8月21日放送分にてコーナー終了
- 久光製薬プレゼンツ おたよりのびのびCozy up!

2018年9月第4週から開始したコーナー。
曜日毎にテーマ分け した関東圏のイベント情報を紹介する
2020年2月25日の首相官邸新型コロナウイルス感染症対策本部の「新型コロナウイルス感染症対策の基本方針」による大型イベント自粛要請 に伴い、
翌日放送分からリスナーからの「"ふつおた"紹介」に変更していた。同年5月25日の緊急事態宣言解除以後、6月1日放送分から構成を戻したしかし、2020年8月31日放送分を持ってコーナー終了。また、このコーナーのみはがきでも募っていた
- ココが気になる プラス

2020年9月1日 - 2023年9月29日。前番組終了から2年半振りにニュース解説の尺が増加し、「ココが気になる」よりもより渋いニュースについての話題を紹介する2021年3月29日放送分から『あさラジ!』以来3年振りにレギュラー固定で6時台後半に識者が登場する扱いが復活した。
- 教えて!ニュースキーワード

2018年4月2日 - 2023年9月29日。人物・事象などからキーワードを選定し、そこから解説を深める。
- TOKYO TODAY'S REPORT→TOKYO2020 パラリンピックレポート

「TOKYO TODAY'S」は、2021年7月21日放送分から開始した飯田、新行双方及び番組スタッフと共に開幕準備時から継続的に取材し続けて来た2020年東京オリンピックのハイライトコーナー。同局の東京五輪専従リポーターである報道スポーツコンテンツルームスポーツ部の大泉健斗が電話出演し、開会式当日から前日に大泉が取材した競技の結果、放送日当日開催の競技についてリポートするコーナー。8月6日放送分で当該番組でのリポートは終了。
「TOKYO2020 パラ」は、2021年8月23日放送分から開始した、2020年東京パラリンピックのハイライトコーナー。
同局所属以後から継続的にパラスポーツを取材して来た新行が、過去の取材の集大成としてこの時期のみ取材専念と稼働負担軽減の為、当該番組のアシスタント担当から外れ、東京パラ専従リポーターとして、24日迄はスタジオ内から、開会式以降からは中継で出演し、前日に取材した競技の結果、放送日当日開催の競技についてリポートするコーナー。9月3日放送分で当該番組でのリポートは終了。閉会式翌日は、東京オリパラ共にレギュラーコーナーである「エンタメ・トレンド UP!」での扱いに戻した

## 放送時間
※JST表記
- 平日 6:00 - 8:00 - 2018年4月2日 -

## 特別番組
- 今日のお役立ちドクター 秋の健康チェック

『… 今日の早起きドクター』を時間拡大した特別番組を秋分の日のニッポン放送ホリデースペシャルとして編成
放送日：2019年9月23日 15:00 - 16:00
- 日本人の新常識!変わる医療と日本の未来

『… 今日の早起きドクター』と『すくすく育て子どもの未来健康プロジェクト』の2コーナーに出演する2つの職能団体トップと厚生労働大臣に今後の医療について話を聞く特別番組を編成
パーソナリティ：飯田、インタビュイー：横倉義武（当時：日本医師会 会長）、尾﨑治夫（東京都医師会 会長）、インタビュアー：新行、インタビュイー：加藤勝信（衆議院議員、当時：厚生労働大臣）
放送日：2020年3月15日 19:00 - 20:00
- NTT東日本Presents アフターコロナの新しい働き方

リスナーや、リスナーの勤務もしくは経営する企業が始めた「新しい働き方」を探って行く、スポーツの日のニッポン放送ホリデースペシャルとして編成。また、番組先出しとして一部収録済の音源とPodcastにて先行配信を実施した
パーソナリティ：飯田、ゲスト：前田裕二（SHOWROOM株式会社 代表取締役社長）
放送日：2020年7月24日 13:00 - 15:00
- 闘う医療!新型コロナへの挑戦!

『変わる医療と日本の未来』と同じく、別番組に出演する職能団体に近い国会議員と厚生労働大臣に今後のコロナ禍の医療について話を聞く特別番組を、建国記念の日のニッポン放送ホリデースペシャルとして編成
パーソナリティ：飯田、インタビュイー：尾﨑治夫（東京都医師会 会長）、自見英子（参議院議員、元厚生労働大臣政務官）、田村憲久（厚生労働大臣）、中川俊男（日本医師会 会長）
放送日：2020年2月11日 14:30 - 15:30

### 選挙特別番組

#### 概要
『Cozy up!』番組開始以後に執り行われた2019年以降の国政選挙では飯田をメインアンカーマンにした開票特別番組を編成している。また、2020年7月1日付の組織変更で報道部とスポーツ部の合併に伴って「報道スポーツコンテンツセンター」の移行に伴い、同局スポーツ部所属であったスポーツアナウンサーも選挙取材担当として出演している。

#### 特番一覧
- 参議院選挙開票速報〜令和初の国政選挙を制するのは!?

アンカーマン：飯田、コメンテーター：長谷川※第1部、須田※第2部、アンカーマン：森田耕次※第3部、コメンテーター：森永卓郎※第3部
放送日： 2019年7月21日（19:58 - 20:15、21:30 - 25:30）
- 衆議院選挙開票速報! 日本国民の選択は?

アンカーマン：飯田、アシスタント:新行、コメンテーター:長谷川、須田、上念司 （経済評論家）※電話出演、 アンカーマン：森田耕次、アシスタント：箱崎、コメンテーター：須田、乾、リポーター：自民：畑中秀哉、立憲民主：宮崎裕子、公明：熊谷、共産：前島、国民民主：藤原高峰、れいわ新選組：洗川、東京8区：山内宏明&岡宏、東京18区：大泉、内田
放送日：2021年10月31日（19:58 - 25:30）
- 参議院選挙開票速報!どうする?どうなる?日本の未来

アンカーマン：飯田、アシスタント：新行、コメンテーター：飯田泰之、須田、宮崎※電話出演、辛坊※電話出演、アンカーマン：森田※第3部、コメンテーター：乾※第3部、鈴木福 （タレント）※第3部
放送日：2022年7月10日（19:58 - 25:30）
- 飯田浩司のOK! Cozy up!総選挙開票スペシャル

## ネット配信
当該番組放送開始前、飯田が担当していた『ザ・ボイス』の2018年3月26日放送分にて、YoutubeとPodcast配信をレギュラー放送開始当初から実施と告知しており、その通り、番組放送開始から何故か同局公式YouTubeアカウントからとニッポン放送 PODCAST STATIONにて音源配信が開始。2019年6月24日に当該番組のYouTubeアカウントが登録され、同年10月31日放送分のアップデートから移行された。また、2019年4月17日から音楽ストリーミングサービスのSpotifyでの音源配信を開始している。
その後、2020年7月18日に同年6月15日から30日迄募ったWebアンケートの結果を紹介するお試し版をアップデートし、同年8月22日アップデート分から『新行市佳の週末増刊号』として、新行が進行する放送週のコーナー音源プレイバックと翌週の日本国内の出来事予定やリスナーメッセージ等を紹介するWeb限定コンテンツの配信を開始し、2021年4月3日更新分から時間尺を拡大し、前半の構成は変化していないが後半は株ブロガーによる番組放送週と翌週の纏めと見方と気になる事柄と番組コメンテーターの対談の構成にリニューアルした。回によっては後半の対談をカットするか、別の企画とする場合がある。2021年10月より対談と株式市況の見通しの順番を入れ替えている。中盤では本編では読まれなかったメッセージの紹介や、新行のパラスポーツをはじめとする取材レポートを行った後、1週間の予定（主に時事・情勢ものであり、スポーツ系は触れない）を紹介する。また、新行が休暇などで番組本編にタッチしていない場合は冒頭と終盤のコメントのみを担当し、そのほかの部分を飯田や代理アシスタント（主に内田）によって進行する。
しかし、当該番組のYoutubeチャンネルにて、2020年9月5日配信分の『増刊号』アップデート以後、悪意のあるユーザーからの恣意的コミュニティガイドライン違反通報により、同年9月4日放送分以外の放送週音源と同局公式Youtubeチャンネルへの過去アップデートを分含めたコンテンツがYouTube側に削除されていたが、同局がYouTube側に異議申立てをした結果、同年9月22日に復活し、アップデートも再開された。
Web配信コンテンツについては、主にニュース解説を纏めたものを配信しており、番組放送開始3回目の2018年4月4日放送分から、時間尺を拡大してBGMと6時の「ニュースデリバリー」および「ニッポン放送ニュース」、「モーニング ライフ UP!（通常版）」、「エンタメ・トレンド UP!」で著作権管理上取材音源や記者取材報告を抜いた物を番組の聴取率調査週間向け編成告知及びスポットCMを再編集して配信している。また、2019年4月1日から番組とは別に『… 今日の早起きドクター』が独立して、ニッポン放送 PODCAST STATIONにて、音源の配信が行われている。

## イベント
飯田の前担当番組や平日朝のワイド枠の前放送番組と同様、リスナー向けにイベントや公開放送が催される。コロナ禍以前迄は、番組提供社とのタイアップの無料イベントであった。2023年にイベントは再開されたが、有料イベント開催かつコメンテーターの議論イベントに変化した。

### イベント内容
2018年
- 6月5日（火）『飯田浩司のOK! Cozy up!』公開生放送 in 羽田空港（6:00 - 8:00）[61][62] - 長谷川幸洋／飯田浩司、新行市佳

2019年
- 10月28日（月）『飯田浩司のOK! Cozy up!』公開生放送 in 羽田空港（6:00 - 8:00）[63] - 須田慎一郎／飯田浩司、新行市佳

2020年
- 2月24日（月）『飯田浩司のOK! Cozy up!』Podcast公開収録 in 麗澤（13:30 - 15:00） - 西岡力、八木秀次、須田慎一郎／飯田浩司

2023年
- 6月25日（日）『飯田浩司のOK! Cozy up!』激論!有楽町サミット in 東京国際フォーラム（15:00 - 17:30）[64] - 青山繁晴、宮崎哲弥、須田慎一郎、飯田泰之、佐々木俊尚、髙橋洋一、峯村健司、小泉悠、高橋杉雄、東野篤子／飯田浩司、新行市佳／蒲田健（VTRナレーション）[65]

2024年
- 4月28日（日）ニッポン放送開局70周年記念 『飯田浩司のOK! Cozy up!』 激論!横浜ベイサミット! in 神奈川県民ホール（16:00 - 18:00） - 青山繁晴、宮崎哲弥、須田慎一郎、飯田泰之、峯村健司、小泉悠、片岡剛士、中川コージ、馬渕磨理子／飯田浩司、新行市佳（予定）